# آوراهام هارکوی

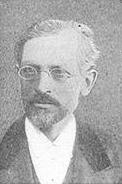
هارکوی

آوراهام یاکولیویچ هارکوی (به روسی: Авраа́м Я́ковлевич Гарка́ви)(زاده ۱۷ اکتبر ۱۸۳۵ - مرگ ۱۵ مارس ۱۹۱۹) تاریخدان و خاورشناس یهودی‌تبار روس بود.
او در روسیه سفید کنونی زاده شد. پس از گذراندن بخشی از تحصیلاتش در روسیه، برای ادامهٔ تحصیل به برلین و سپس پاریس رفت و سرانجام در ۱۸۷۲ به درجهٔ دکتری در تاریخ رسید. در ۱۸۷۶ او به ریاست بخش شرق کتابخانه عمومی امپراتوری رسید که با توجه به سیاست‌های یهودستیزانهٔ تزاری شگفت‌انگیز می‌نمود. مرگ او در سن‌پترزبورگ رخ‌داد.
او نوشته‌هایش را به زبان‌های روسی و آلمانی و همچنین عبری می‌نوشت؛ استفاده از زبان عبری از سوی او برای موضوعات روز به گونه‌ای به احیای این زبان یاری می‌رساند.
هارکوی بر این باور بود که یهودی‌های روسیه از تبار خزرها هستند.